# Anfrosina Berardi
Pour les articles homonymes, voir Berardi.
Anfrosina Berardi, née le 6 décembre 1920 à L'Aquila, morte à 12 ans le 13 mars 1933, est une jeune catholique italienne, réputée pour sa sainteté. Elle est déclarée vénérable par le pape François en avril 2021.

## Biographie
Anfrosina Berardi naît à San Marco di Preturo, près de L'Aquila, dans la région des Abruzzes en Italie, le 6 décembre 1920,. Elle est d'une famille de paysans chrétiens ; sa mère lui transmet le goût de la prière et du rosaire. Elle va en classe à partir de sept ans à l'école primaire de L'Aquila, et reçoit le catéchisme à la paroisse.
Fin avril 1931, elle commence à avoir très mal à l'abdomen. Elle entre à l'hôpital de L'Aquila le 10 mai, pour être opérée de l'appendicite le 14 mai,.
L'opération est inefficace, les souffrances de Anfrosina Berardi continuent d'augmenter, et elle n'a plus d'appétit. Une radiographie révèle une occlusion intestinale qui ne peut pas être opérée. 
Consciente de son état, elle désire recevoir la première communion avant sa mort. Elle la reçoit le 13 octobre 1932 en même temps que la confirmation, des mains de l'évêque effectuant sa visite canonique,.
Elle passe les derniers mois de sa vie chez elle, constamment alitée. Elle y reçoit régulièrement la communion apportée par le curé du village. Elle contemple souvent le visage de Marie. Elle déclare que la Sainte Vierge lui rend visite pour lui révéler « certaines choses »,.
Le matin du 13 mars 1933, elle communie à 7 heures du matin puis meurt dans la matinée après un sourire à ses parents. La foule de gens qui veulent la voir oblige à différer les obsèques au lendemain soir. Elle est enterrée dans l'église paroissiale San Marco Evangelista de San Marco di Preturo.

## Procédure en béatification
La réputation de sainteté de Anfrosina Berardi ainsi que de nombreux témoignages faisant état de grâces obtenues entraînent l'ouverture de la procédure en vue de son éventuelle béatification. Le diocèse de L'Aquila entame la procédure diocésaine en 1962.
Après clôture de l'enquête diocésaine, le dossier est transmis à Rome où la Congrégation pour les causes des saints, avec l'autorisation du pape François, publie le 24 avril 2021 le décret reconnaissant l'héroïcite de ses vertus ; Anfrosina Berardi est ainsi reconnue vénérable,.